# 자전거 손잡이
자전거 손잡이는 자전거를 타고가면서 방향을 바꾸는 장치로, 산악 자전거나 도로 자전거 등에서는 자세에 따라 자전거 타는 사람의 무게를 일부 지지하기도 한다. 자전거를 조정할 수 있는 제동기 레버, 변속기 레버나 위치를 알리는 종을 다는 경우가 많다. 영어권에서는 핸들바(handlebar)로 부르나, 대한민국에서는 자전거 핸들이라고 한다.

## 종류

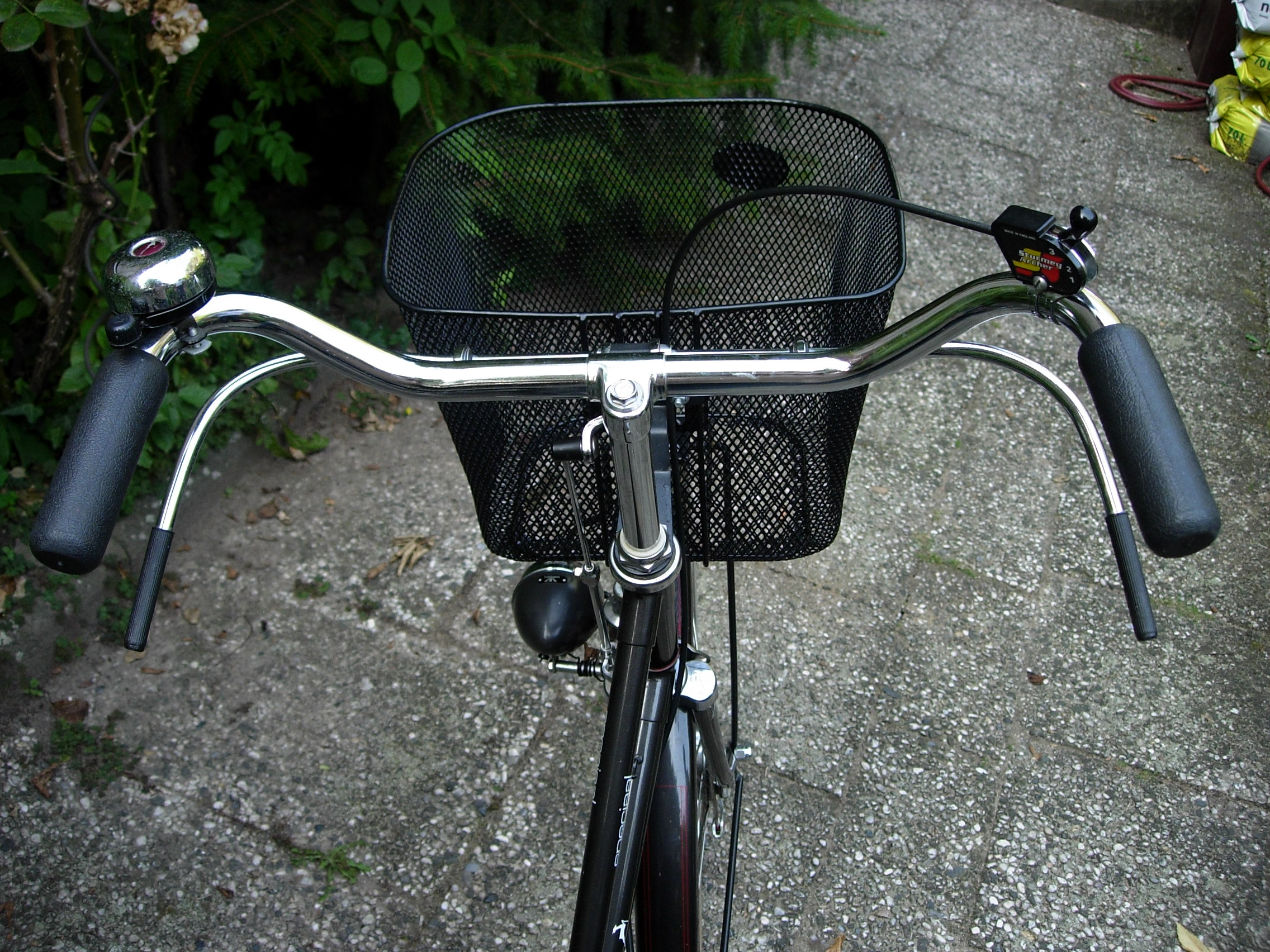
일반적인 자전거 손잡이 모양

### 플랫바
막대 모양으로 일반 자전거나 산악 자전거에 주로 쓴다.

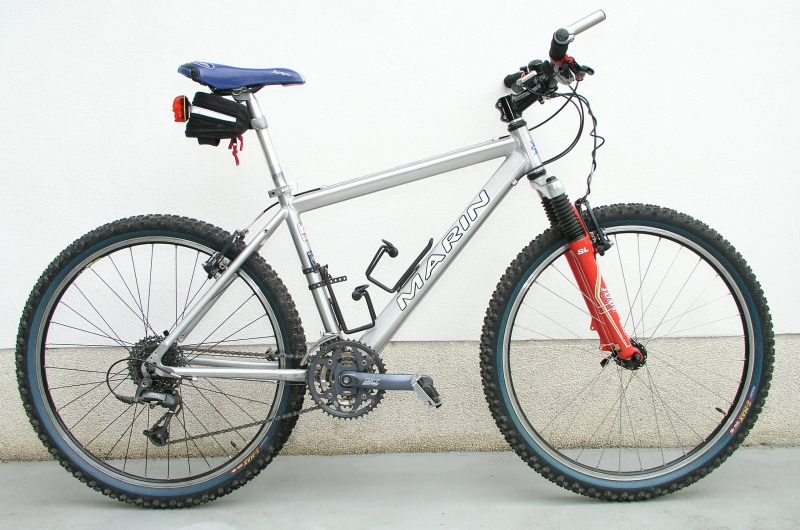
플랫바 끝에 바엔드가 더 달렸다

### 드롭바
도로 자전거나 경주용 자전거에 주로 쓰이는 모양으로 몸을 굽히고도 쉽게 잡고 조정할 수 있도록 되어있다.

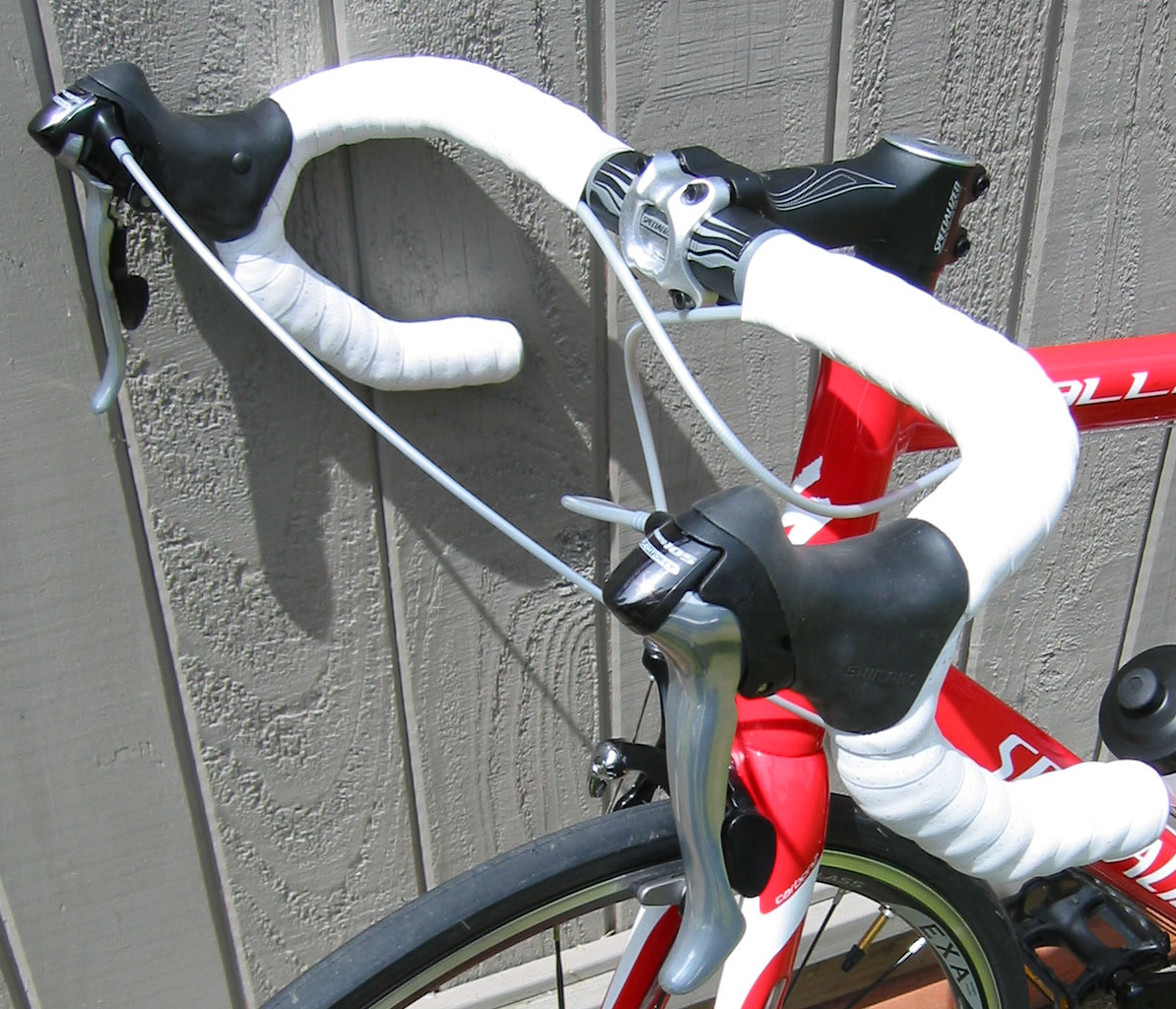
도로 자전거용 드롭바

불혼바
소의 뿔을 닮아 불혼바라고 불린다.

## 같이 보기
- 자전거 포크